# EPAM Systems
EPAM Systems, Inc., auch bekannt als EPAM, ist ein US-amerikanischer global tätiger Anbieter für Software-Engineering und IT-Beratungsdienstleistungen mit Sitz in Newtown, Pennsylvania, Vereinigte Staaten. Das Unternehmen betreibt Software-Entwicklungscenter und Zweigniederlassungen in Nordamerika, Europa, Asien und Australien. Deutschland-Büros von EPAM Systems befinden sich in Frankfurt am Main und Berlin.

## Geschichte

### Frühe Jahre und Börsengang
Das Unternehmen wurde 1993 als EPAM von den beiden Belarussen Arkadiy Dobkin in Princeton (New Jersey), USA, und von Leo Lozner in Minsk, Belarus gegründet. Am 18. Dezember 2002 wurden die beiden Unternehmen zu EPAM Systems zusammengeführt. Seitdem wuchs das Unternehmen auf über 52.000 Mitarbeiter.
EPAM stand ursprünglich für „Effective Programming For America“, heutzutage verwendet das Unternehmen nur noch das Akronym in seinen Marketing- und Informationsmaterialien.
Am 24. Januar 2012 erfolgte EPAMs IPO an der New Yorker Stock Exchange unter dem Börsenkürzel „EPAM“.

### Weitere Entwicklung
EPAM wurde 2019, 2020 und 2021 in die Fortune's Liste der 100 schnellstwachsenden Unternehmen aufgenommen. Seit Mai 2021 steht das Unternehmen auf der "Forbes Global 2000"-Liste auf Platz 1.804 der umsatzstärksten 2.000 Firmen weltweit. Im Dezember 2021 wurde EPAM in den S&P-500-Börsenindex aufgenommen. 

### Akquisitionen
| Aquisitonsdatum | Unternehmen              | Dienstleistung                                        | Land                   | Referenzen |
| --------------- | ------------------------ | ----------------------------------------------------- | ---------------------- | ---------- |
| 28. Jan. 2022   | Enginiety                | E-Commerce-Technologie                                | Polen                  | [ 11 ]     |
| 14. Dez. 2021   | Optiva Media             | Produktentwicklung für Medien/Entertainment           | Spanien                | [ 12 ]     |
| 9. Nov. 2021    | Emakina Group            | Strategieberatung, digitales Marketing                | Belgien                | [ 13 ]     |
| 10. Aug. 2021   | S4N                      | Software-Entwicklung                                  | Kolumbien              | [ 14 ]     |
| 27. Juli 2021   | CORE SE                  | Strategie- und Transformationsberatung                | Deutschland            | [ 15 ]     |
| 11. Mai 2021    | Just-BI                  | Data Analytics, SAP S/4HANA-Beratung                  | Niederlande            | [ 16 ]     |
| 4. Mai 2021     | White Hat Ltd.           | Cybersecurity                                         | Israel                 | [ 17 ]     |
| 8. Apr. 2021    | PolSource                | Salesforce-Beratung                                   | Polen                  | [ 18 ]     |
| 20. März 2020   | Deltix                   | Trading-Software und Dienste-Entwicklung              | Vereinigte Staaten     | [ 19 ]     |
| 5. Nov. 2019    | NAYA Technologies        | Komplexe Cloud-Migration und Datenmanagement          | Israel                 | [ 20 ]     |
| 2. Juli 2019    | Competentum              | Inhalte und Dienste für Bildungs-Plattformen          | Vereinigtes Konigreich | [ 21 ]     |
| 1. Juli 2019    | test IO                  | Testing                                               | Deutschland            | [ 22 ]     |
| 1. Nov. 2018    | TH_NK                    | Digital-Beratung                                      | Vereinigtes Konigreich | [ 23 ]     |
| 15. März 2018   | Continuum                | Globale Innovation, Servicedesign, Produktentwicklung | Vereinigte Staaten     | [ 24 ]     |
| 22. Juni 2016   | Dextrys                  | Softwareentwicklung, Anwendungsentwicklung            | Vereinigte Staaten     | [ 25 ]     |
| 16. Nov. 2015   | Alliance Global Services | Software Produktentwicklung, Testautomatisierung      | Vereinigte Staaten     | [ 26 ]     |
| 13. Juli 2015   | NavigationArts           | Digitale Transformation, Erlebnisdesign               | Vereinigte Staaten     | [ 27 ]     |
| 31. Okt. 2014   | Great Fridays            | Produkt- und Servicedesign                            | Vereinigtes Konigreich | [ 28 ]     |
| 6. Juni 2014    | GGA Software Services    | Wissenschaftliche Informatikdienste                   | Vereinigte Staaten     | [ 29 ]     |
| 30. Apr. 2014   | Jointech                 | Technologie-Dienstleistungen                          | Hongkong               | [ 30 ]     |
| 20. März 2014   | Netsoft USA              | Technologie-Dienstleistungen im Gesundheitswesen      | Vereinigte Staaten     | [ 31 ]     |
| 18. Dez. 2012   | Empathy Lab              | Digitale Transformation und Omni-Channel-UXD          | Vereinigte Staaten     | [ 32 ]     |
| 23. Mai 2012    | Thoughtcorp              | IT-Beratung und Softwareentwicklung                   | Kanada                 | [ 33 ]     |

## Soziale Verantwortung
Das Unternehmen arbeitet mit den Vereinten Nationen in lokalen sowie globalen Initiativen zur Förderung von nachhaltiger Entwicklung sowie sozialer Verantwortung zusammen.

### Ausbildungsförderung
EPAM ist der BctA (Business Call to Action)-Initiative des UNDP (United Nations Development Programme) beigetreten, um 5000 Studenten in Mitteleuropa bis 2020 in den IT-Markt zu bringen. Das Unternehmen verspricht, diese Ziele durch ein Universitätsprogramm zu erreichen. 2004 gegründet, um den gesteigerten Bedarf der Industrie zu sättigen, bietet das Programm spezialisiertes IT-Training für Studenten in Zentral- und Osteuropa an.

### Umwelt
EPAM hat sich zur Förderung einer nachhaltigen Umwelt in Zusammenarbeit mit den Vereinten Nationen, mit Fokus auf lokalen Gemeinschaften verpflichtet. Auf der Basis dieser Selbstverpflichtung wurde zum Beispiel das Bürogebäude von EPAM in Rai Durg, Telangana, Indien, auf der Basis des nachhaltigen "LEED"-Gold-Standards errichtet.

### Förderung offener Standards
Das Unternehmen setzt sich für die Einrichtung von Open Source Program Offices (OSPO) ein, die zur Etablierung von kollaborativen Open-Source-Praktiken und digitalen öffentlichen Gütern dienen. Als solches bietet das Unternehmen Leistungen für öffentliche und private Auftraggeber an.